# Distrito de Huariaca
El distrito de Huariaca es uno de los trece que conforman la provincia peruana de Pasco situada en la parte sur occidental del departamento homónimo.
Desde el punto de vista jerárquico de la Iglesia católica forma parte de la diócesis de Tarma, sufragánea de la arquidiócesis de Huancayo.

## Historia
El distrito fue creado durante los primeros años de la república.Este bello pueblo se encuentra rodeado por un complejo legado histórico, esos invalorables restos indican que aproximadamente hace unos 10,000 años los primeros habitantes vivían en cavernas. Eran hombres  Pre-Cerámico. Ocupaban esos abrigos naturales para cobijarse de las inclemencias del tiempo. Allí como huellas indelebles de su paso encontramos pinturas rupestres, manifestando sus primigenias habilidades artísticas, sus iníciales concepciones del mundo y el predominio de sus inteligencias sobre los demás seres que lo rodeaban.
Huariaca cuenta, aproximadamente, con 50 cavernas. De éstas, solo algunas presentan pinturas rupestres. La mayoría ha servido como cementerios.
La cultura Pre Inca dejó en Huariaca indelebles rastros, un ejemplo claro es Yarosh Punta, complejo habitacional de aproximadamente, 300 viviendas incluyendo templos  y casas de la dinastía.
Los yaros que habitaron en Huariaca, se instalaron y formaron la ciudadela de los Yarosh –Punta. Nombre dado por su ubicación geográfica  ubicado a 1.5 km de la localidad de Jarcahuaca que se encuentra a 3.5 km de la ciudad de Huariaca.
Nuestra cultura está marcada por la influencia española esta se dio a través de la historia,  las mitas en las minerías y en el trabajo de las haciendas hicieron que la denominación española llegaran a los rincones más alejados de nuestros pueblos. De sobremanera prevaleció la religión
En la época colonial, en el año de 1572, durante el gobierno del Virrey Francisco de Toledo, se conoce la reducción de Huariaca, apareciendo en 1583 en la relación de Cristóbal de Miranda como San Juan de Villanueva de Yanacocha, Santa  Ana de Tuxi, San Francisco de Mosca, Nuestra Señora de Concepción de Vicco, Santa María Magdalena de Chinche y San Juan Baptista de Huariaca.
El etapa republicana, el 16 de enero de 1825 se convierte en Departamento; Junín, Pasco y Tarma, por entonces, conforman una sola provincia, Queriendo testimoniar a todos los Pueblos que, a su paso, le hicieron agradable recibimiento, el libertador don Simón Bolívar concede el título de VILLA DE HUARIACA al nuestro, desapareciendo el de doctrina.
El 31 de diciembre de 1851, el gobierno señala a Cerro de Pasco como capital del departamento de Junín y el 1.º de diciembre de 1853, durante el mandato de Rufino Echenique, se ratificó a favor de Huariaca el título de VILLA, concedido anteriormente por el libertador Simón Bolívar.
Huariaca no posee monumentos históricos coloniales de importancia, pero tiene en sus alrededores zonas arqueológicas muy importantes. Arquitectónicamente posee calles estrechas antiguas que le proporciona un aspecto de típica urbe provinciana, cálida y acogedora. Huariaca posee una intensa luz natural.
En la actualidad se ha incrementado nuevos jirones y pueblos jóvenes, ampliando así, el cuadrilátero urbano de la ciudad.
El Caballero andante del Perú, Antonio Raimondi, quien con criterio objetivo explicó la maravilla de los pueblos peruanos, al llegar a Huariaca describe, con elogiosas frases, lo maravilloso de su clima, por lo que decide quedarse en este plácido lugar unos días.
El distrito de Huariaca fundado durante la época colonial, como cabeza de repartimiento, surgió estructurado con el modelo arquitectónico mestizo, Su diseño presentaba casonas con amplios balcones señoriales que daban belleza y prestancia a sus calles, en aquel entonces empedradas (aun se conservan algunas), su iglesia construida sobre el actual despacho parroquial fue en el centro de una intensa actividad religiosa. Esta arquitectura colonial ha sido reemplazada por construcciones que responden al nuevo plan urbano.
La división territorial de Huariaca está dada de conformidad a la unión étnica del antiguo ayllu en hanan(Alto) y urin (bajo) el lugar más tradicional de Huariaca  es el antiguo  puente  que uno dos barrios populosos.
Leer más: https://huariaca.webnode.es/historia/referencia-historica/

## Geografía
Este distrito cuenta con un territorio de 133,07 kilómetros cuadrados de superficie.  El distrito se encuentra ubicado a una altitud de 2868 m s. n. m.  El clima es templado, con régimen moderado, y la temperatura promedio es de 18 °C. Está ubicado a 342 km de la capital Lima.
Ubicación geográfica
El distrito de Huariaca se encuentra ubicado en la Región Quechua, al noroeste de la ciudad de Cerro de Pasco, entre los 76° 1′ 15″ de longitud Oeste y 10° 26′ 21″ de latitud Sur, a una altitud de 2941 m.s.n.m a 56 km de distancia de Cerro de Pasco y a 342 km de la Capital Lima.

## Población
Tiene una población aproximada de 8 259 habitantes según el último censo dado en el 2018 en Perú.

## Autoridades

### Municipales
- 2023 - 2026
- ALCALDE
- ° Oscar Martin BERROSPI RUBÍN
- REGIDORES
- ° Tania Estela CALDERÓN LEANDRO
- ° Eduardo Lee PADILLA CANTURIN
- ° Alexa Liliana TRUJILLO ARROYO
- ° Edith SÁNCHEZ SÁNCHEZ
- ° Ana Paola NIETO CASAS
- 2019 - 2022[2]
  - Alcalde: Edinson Llanos Gonzales(Alianza Para el Progreso).
  - Regidores:

  1. Alejandro Felipe Estrella Huallpa (Alianza para el Progreso)
  2. Ruth Diamely Rojas Bustillos (Alianza para el Progreso)
  3. Manuel Delgado Rivera (Alianza para el Progreso)
  4. Deysi Jhojana Bernachea Peña (Alianza para el Progreso)
  5. Porfirio Andrés Jaime Alpas (Podemos por el Progreso del Perú)

Alcaldes anteriores
- 2011 - 2014:[3] Leoncio Elmer Luquillas Puente, del Partido Democrático Somos Perú (SP).
- 2007 - 2010: Edmar Andrés Yngunza Mendoza. (Partido Aprista Peruano PAP)

### Policiales
- Comisario: PNP.